# Jurodidae
Los juródidos (Jurodidae) son una familia de insectos coleópteros originalmente descrita a partir de fósiles, hasta que en 1996 fue encontrado un espécimen vivo de la especie Sikhotealinia zhiltzovae, calificado como fósil viviente. 
Desde su hallazgo, este insecto descrito por un espécimen solamente, ha sido objeto de debates. Posee tres ocelos en su frente, una condición hasta ahora desconocida en el orden de los coleópteros vivos o extintos, pero común en otros órdenes y generalmente considerada una característica cladística dentro de los insectos neópteros. Es posible que esta especie puede representar el más arcaico de todos los escarabajos vivos. Sin embargo, algunas autoridades han desafiado esta interpretación, y han sugerido incluso que esta especie no pertenece al suborden Archostemata. Esta situación no podrá aclararse hasta que se disponga de más especímenes para poder realizar análisis genéticos.

## Géneros
- †Jurodes -
- Sikhotealinia[1]